# Scomberomorus guttatus
Scomberomorus guttatus ist ein Meeresfisch aus der Familie der Makrelen und Thunfische. Die Tiere werden kommerziell befischt und sind auch als Sportfische bekannt. In geringem Maße werden tiefgefrorene Produkte der Art nach Europa und Amerika exportiert.

## Beschreibung
Der spindelförmige Körper ist etwas gedrungener gebaut als der der meisten anderen Scomberomorus-Arten. Der Fisch erreicht eine Maximallänge von 76 Zentimetern. Die lange erste Rückenflosse besteht aus 15 bis 18 Hartstrahlen, die zweite Rückenflosse aus 18 bis 24 Weichstrahlen. Die Afterflosse hat 19 bis 23 Weichstrahlen und setzt der zweiten Rückenflosse gegenüber an. Die große Schwanzflosse ist bogenförmig gekerbt. Auf der Ober- und Unterseite des Schwanzstieles befinden sich jeweils sieben bis zehn Flössel. Die Bauchflossen sind klein. Die Brustflossen setzen knapp hinter den Kiemendeckeln etwa auf der Körpermitte an. Das Tier besitzt keine Schwimmblase. Im Gegensatz zu vielen anderen Scomberomorus-Arten besitzt diese Art eine relativ regelmäßig geformte Seitenlinie. Entlang der Seitenlinie verlaufen drei unregelmäßige, vertikale Reihen von kleinen, bräunlichen Flecken. Die Flanken sind silbrig, der Rücken blau.

## Verbreitung, Lebensraum und Biologie
Scomberomorus guttatus kommt im westlichen Pazifik und im Indischen Ozean vor. Im Pazifik ist die Art vor der Küste Chinas vertreten. In Indonesien kommt sie nur nördlich der Wallace-Linie vor. Im Indischen Ozean bewohnt sie den Schelf vor Süd-  und Südostasien und die Nordküste des Arabischen Meeres und den Persischen Golf. Der pelagische Raubfisch bewohnt vor allem Küstengewässer und bevorzugt Wassertiefen zwischen 15 und 200 Metern. Er ernährt sich vor allem von kleinen Schwarmfischen wie Sardellen, aber auch von Kopffüßern und Krebstieren, die er in Gruppen jagt.